# Ďurďoš
Ďurďoš es un municipio del distrito de Vranov nad Topľou en la región de Prešov, Eslovaquia, con una población estimada a final del año 2024 de 285 habitantes.
Se encuentra ubicado en el centro-sur de la región, cerca del río Topľa (cuenca hidrográfica del río Tisza) y de la frontera con la región de Košice.

## Demografía
| Año        | 1994 | 2004  | 2014     | 2024    |
| ---------- | ---- | ----- | -------- | ------- |
| Población  | 188  | 235   | 267      | 285     |
| Diferencia |      | +25 % | +13,61 % | +6,74 % |

| Año        | 2023 | 2024    |
| ---------- | ---- | ------- |
| Población  | 265  | 285     |
| Diferencia |      | +7,54 % |